# Плеєль (концертний зал)
Концертний зал Плеєль (фр. salle Pleyel) — зал для концертів симфонічної музики на 1900 глядацьких місць у VIII окрузі Парижа біля Площі Зірки. Побудований в стилі «ар-деко», вважається одним з найбільших залів XX-го століття.
Концертний зал було відкрито у 1927 році замість однойменного залу, що існував з 1839-го на вулиці Рошешуар і що також відігравав важливу роль в музичному житті французької столиці. Новий зал Плеєль за час свого існування відвідали близько 25 міл глядачів в ході проведених 20 тисяч концертів. Це єдина аудиторія у Парижі, побудована спеціально для симфонічної музики, інші оркестрові концерти відбуваються в будинку французького радіо і в залі Гаво, які менші за розмірами, або в театрі на Єлисейських полях і театрі Шатле, зали яких побудовані в італійському стилі. Зал піддавався численним реставраціям, остання тривала 4 роки і закінчилася у вересні 2006-го. Після реставрації зал став домашнім майданчиком для Оркестру Парижа і Філармонічного оркестру Радіо Франції.
Керує залом Плеєль дирекція паризького Містечка музики, яка також керуватиме планованою паризькою філармонією із залом для оркестрових концертів на 5000 місць.

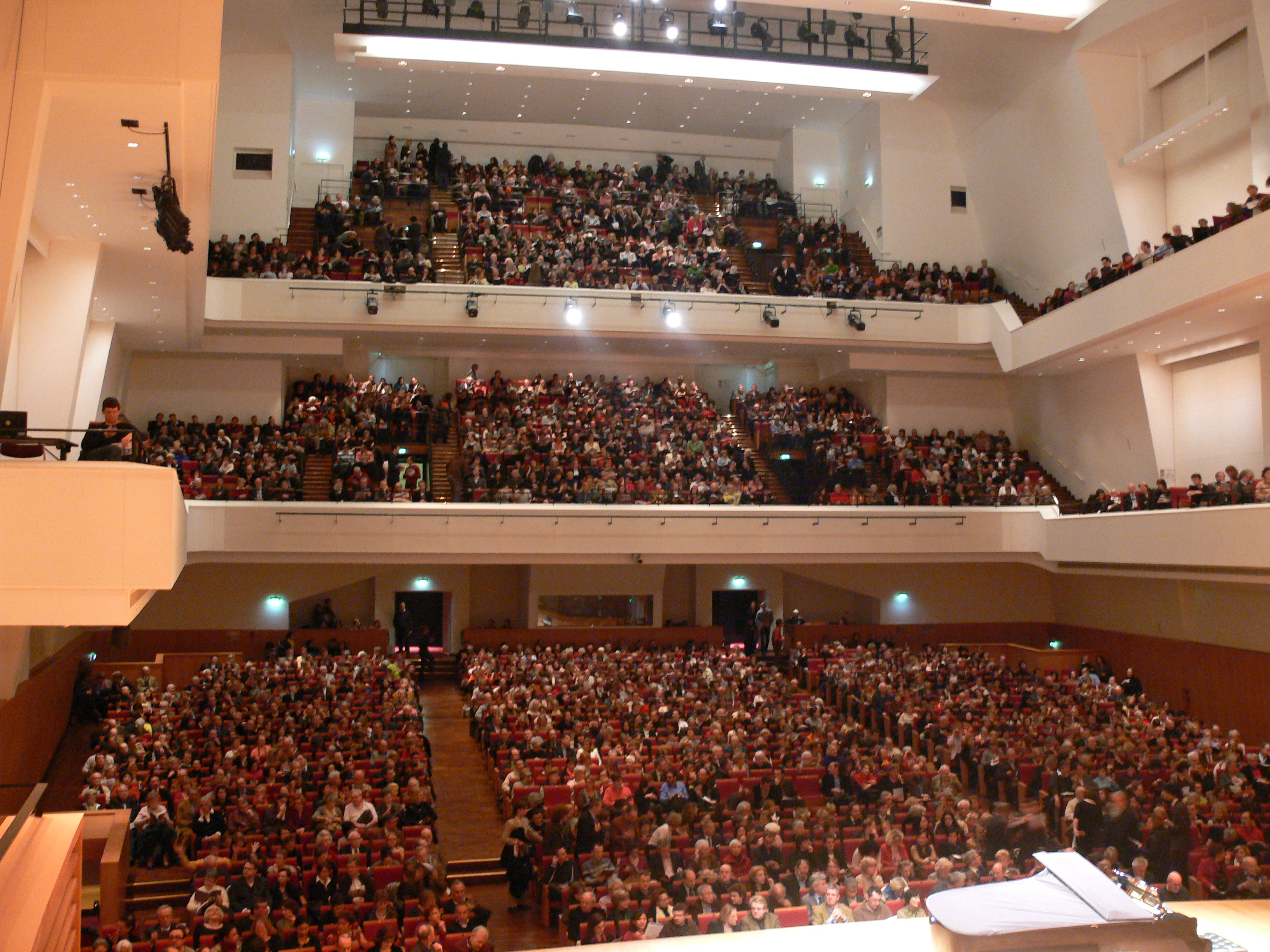
Глядачі в залі Плеєль, 2008
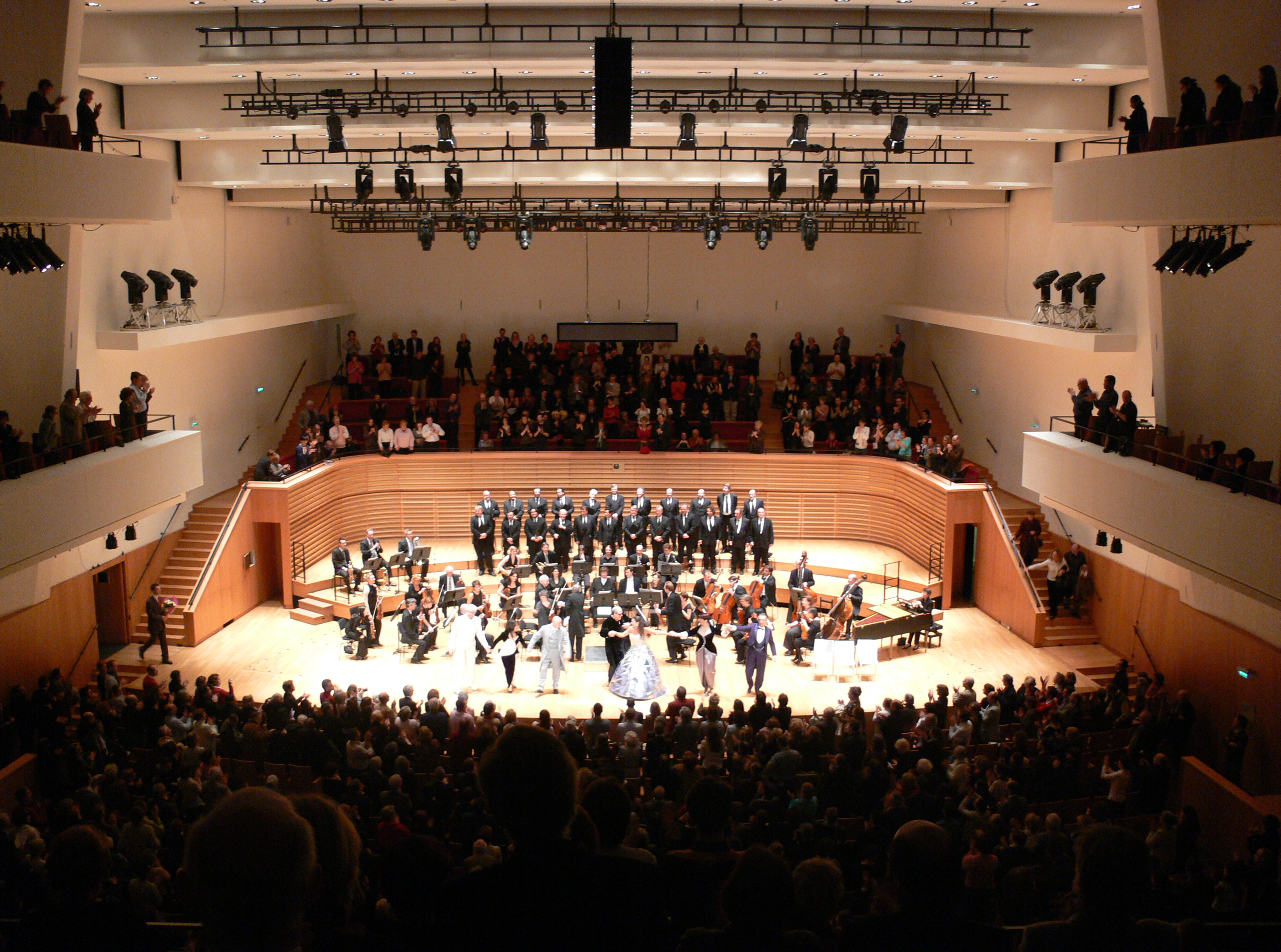
Сцена залу Плеєль, 2008